# Sapium glandulosum
Genre
Classification phylogénétique
Statut de conservation UICN

 LC  : Préoccupation mineure
Synonymes
- Excoecaria aerea (Klotzsch ex Müll. Arg.) Müll. Arg.
- Excoecaria biglandulosa (L.) Müll. Arg.
- Excoecaria biglandulosa fo. oblongata (Müll. Arg.) Müll. Arg.
- Excoecaria biglandulosa fo. obovata (Müll. Arg.) Müll. Arg.
- Excoecaria biglandulosa var. aubletianum (Müll. Arg.) Müll. Arg.
- Excoecaria biglandulosa var. aucuparia (Jacq.) Müll. Arg.
- Excoecaria biglandulosa var. clausseniana Müll. Arg.
- Excoecaria biglandulosa var. cuneata Müll. Arg.
- Excoecaria biglandulosa var. dracunculoides (Baill.) Müll. Arg.
- Excoecaria biglandulosa var. glandulata (Vell.) Müll. Arg.
- Excoecaria biglandulosa var. grandifolia Müll. Arg.
- Excoecaria biglandulosa var. hamata (Müll. Arg.) Müll. Arg.
- Excoecaria biglandulosa var. intercedens Müll. Arg.
- Excoecaria biglandulosa var. klotzschiana (Müll. Arg.) Müll. Arg.
- Excoecaria biglandulosa var. lanceolata Müll. Arg.
- Excoecaria biglandulosa var. leptadenia Müll. Arg.
- Excoecaria biglandulosa var. montevidensis (Klotzsch ex Baill.) Müll. Arg.
- Excoecaria biglandulosa var. moritziana (Klotzsch) Müll. Arg.
- Excoecaria biglandulosa var. pavoniana (Müll. Arg.) Müll. Arg.
- Excoecaria biglandulosa var. petiolaris Müll. Arg.
- Excoecaria biglandulosa var. prunifolia (Klotzsch) Müll. Arg.
- Excoecaria biglandulosa var. salicifolia (Kunth) Müll. Arg.
- Excoecaria biglandulosa var. serrata (Müll. Arg.) Müll. Arg.
- Excoecaria marginata Griseb.
- Excoecaria marginata fo. major (Müll. Arg.) Müll. Arg.
- Excoecaria marginata var. conjungens Müll. Arg.
- Excoecaria marginata var. grandifolia Müll. Arg.
- Excoecaria marginata var. lanceolata (Müll. Arg.) Müll. Arg.
- Excoecaria marginata var. longifolia Müll. Arg.
- Excoecaria marginata var. spathulata Müll. Arg.
- Excoecaria obtusiloba (Müll. Arg.) Müll. Arg.
- Excoecaria occidentalis Müll. Arg.
- Excoecaria suberosa Müll. Arg.
- Hippomane aucuparia (Jacq.) Crantz
- Hippomane biglandulosa L.
- Hippomane glandulosa L. - Basionyme
- Hippomane zeoca L. ex B.D. Jacks.
- Omphalea glandulata Vell.
- Sapium aereum Klotzsch ex Müll. Arg.
- Sapium alainianum P.T. Li
- Sapium albomarginatum Pax & K. Hoffm.
- Sapium aubletianum (Müll. Arg.) Huber
- Sapium aucuparium Jacq.
- Sapium aucuparium Willd.
- Sapium aucuparium var. hippomane (G. Mey.) Griseb.
- Sapium aureum H. Buek
- Sapium biglandulosum Müll. Arg.
- Sapium biglandulosum fo. minus Müll. Arg.
- Sapium biglandulosum fo. oblongatum Müll. Arg.
- Sapium biglandulosum fo. obovatum Müll. Arg.
- Sapium biglandulosum var. aubletianum Müll. Arg.
- Sapium biglandulosum var. aucuparium (Jacq.) Müll. Arg.
- Sapium biglandulosum var. hamatum Müll. Arg.
- Sapium biglandulosum var. klotzschianum Müll. Arg.
- Sapium biglandulosum var. lanceolatum Müll. Arg.
- Sapium biglandulosum var. meyerianum Müll. Arg.
- Sapium biglandulosum var. moritzianum (Klotzsch) Müll. Arg.
- Sapium biglandulosum var. oligoneurum (K. Schum. & Pittier) Monach.
- Sapium biglandulosum var. pavonianum Müll. Arg.
- Sapium biglandulosum var. serratum Müll. Arg.
- Sapium biglandulosum var. sulciferum (Pittier) Monach.
- Sapium bogotense Huber
- Sapium caribaeum Urb.
- Sapium caudatum Pittier
- Sapium claussenianum (Müll. Arg.) Huber
- Sapium contortum Croizat
- Sapium cremostachyum I.M. Johnst.
- Sapium endlicherianum Klotzsch ex Pax
- Sapium fendleri Hemsl.
- Sapium fragile Pax & K. Hoffm.
- Sapium giganteum Pittier
- Sapium glandulatum (Vell.) Pax
- Sapium guaricense Pittier
- Sapium haematospermum var. saltensis O'Donell & Lourteig
- Sapium hamatum (Müll. Arg.) Pax & K. Hoffm.
- Sapium hemsleyanum Huber
- Sapium hippomane G. Mey.
- Sapium integrifolium Splitg. ex Lanj.
- Sapium intercedens Huber
- Sapium itzanum Lundell
- Sapium ixiamasense Jabl.
- Sapium izabalense Lundell
- Sapium jamaicense Sw.
- Sapium klotzschianum (Müll. Arg.) Huber
- Sapium klotzschianum var. glaziovii Lanj.
- Sapium lanceolatum (Müll. Arg.) Huber
- Sapium leptadenium (Müll. Arg.) Huber
- Sapium marginatum
- Sapium marginatum fo. majus Müll. Arg.
- Sapium marginatum var. conjungens (Müll. Arg.) Pax
- Sapium marginatum var. grandifolium (Müll. Arg.) Pax
- Sapium marginatum var. lanceolatum Müll. Arg.
- Sapium marginatum var. longifolium (Müll. Arg.) Pax
- Sapium marginatum var. spathulatum Müll. Arg.
- Sapium moaense Alain
- Sapium montevidense Klotzsch ex Baill.
- Sapium moritzianum Klotzsch
- Sapium muelleri Hemsl.
- Sapium naiguatense Pittier
- Sapium nitidum (Monach.) Lundell
- Sapium obtusatum Klotzsch ex Pax
- Sapium obtusilobum Müll. Arg.
- Sapium occidentale (Müll. Arg.) Huber
- Sapium oligoneurum K. Schum. & Pittier
- Sapium paranaense Pax & K. Hoffm.
- Sapium paucistamineum Pittier
- Sapium pavonianum (Müll. Arg.) Huber
- Sapium petiolare (Müll. Arg.) Huber
- Sapium pittieri Huber
- Sapium poeppigii Hemsl.
- Sapium pohlianum Klotzsch ex Pax
- Sapium prunifolium Klotzsch
- Sapium punctatum Klotzsch ex Pax
- Sapium pycnostachys Schum.
- Sapium salicifolium Kunth
- Sapium saltense (O'Donell & Lourteig) Jabl.
- Sapium schippii Croizat
- Sapium serratum (Müll. Arg.) Klotzsch ex Baill.
- Sapium suberosum Müll. Arg.
- Sapium submarginatum Huber
- Sapium subserratum Klotzsch ex Pax
- Sapium sulciferum Pittier
- Sapium taburu Ule
- Sapium tenellum Pax & K. Hoffm.
- Stillingia aucuparia (Jacq.) Oken
- Stillingia dracunculoides Baill.
- Stillingia glandulosa Dombey ex Baill.
- Stillingia haematantha Standl.
- Stillingia hippomane (G. Mey.) Baill.
- Stillingia marginata (Müll. Arg.) Baill.
- Stillingia prunifolia (Klotzsch) Baill.[2]

Sapium glandulosum est une espèce de plantes à fleurs de la famille des Euphorbiaceae (famille du ricin). Il s'agit de l'espèce de Sapium la plus commune. C'est un arbre néotropical.
Il est connu sous les noms de Gumtree , Milktree  (anglais), kurupika’y, pau-de-leite, pau-leiteiro, lechero, lechero de hoja graúda, mataojo, toropi, Leche de olivo, Olivo macho (espagnol). Au Venezuela, on l'appelle Caucho, Lechero, Lechero blanco, Lechero morado (Espagnol), Mukonyo (Panare).

## Description
Sapium glandulosum est un arbuste ou un arbre robuste atteignant 20 m de haut. Les tiges charnues, sont creuses au milieu, et produisent un latex abondant lorsqu'elles sont blessées. Les feuilles sont simples, alternes avec un pétiole rougissant, longues d'environ 15 mm, et portent 2 glandes dans sa partie distale. Le limbe à marge dentée portant de nombreuses nervures secondaires. L'ovaire porte 3 stigmates distincts et le fruit contient 3 loges. En Guyane, il fleurit de décembre à mars et fructifie de février à mai.

## Répartition
On rencontre Sapium glandulosum dans la majorité des pays néotropicaux, depuis le Mexique, jusqu'à la plupart des pays d'Amérique du Sud (sauf le Chili), en passant par une grande partie des Antilles. Il est parfois aussi dans d'autres régions tropicales où il est cultivé pour la production de latex (ex : Malaisie).

## Écologie
Il pousse depuis le niveau de la mer jusqu'à 600 m d'altitude, dans une diversité d'habitats naturels : forêts ripicoles ou forêts marécageuses, souvent sur dans les zones inondables, les végétations secondaires, les haies et bosquets épargnés par les pâturages, les savanes marécageuses, les forêts sempervirentes ou semi-décidues, sur les affleurements rocheux granitiques, gréseux, sableux ou argileux.

## Utilisations
Les fruits de cet arbre sont comestibles.
Le bois peut être employé pour la sculpture comme chez les Guaraní, ou la fabrication de boîtes, et comme bois de chauffage notamment pour le charbon de bois. 
Ornemental, il convient à l'aménagement paysager et au reboisement.
Le latex donne un caoutchouc de haute qualité. Bien qu'il ait été cultivé expérimentalement dans différentes parties des tropiques, sa récolte est plus difficile que l'Hevea, et sa culture commerciale n'a jamais pris d'importance,,.
Le latex toxique, irritant pour les yeux, a été utilisé comme poison de chasse pour les oiseaux et les poissonschez. On a démontré les activités protéolytiques de ce latex.
Selon « Systema de Materia Medica Vegetabilis Brasiliensis » (Martius 1843), Sapium glandulosum était utilisé pour soigner la syphilis, l'éléphantiasis et les verrues.

## Histoire naturelle
En 1775, le botaniste Aublet rapporte ceci, à propos de cet arbre, dans son « HISTOIRE DES PLANTES DE LA GUIANE FRANÇOISE » : 

« HIPPOMANE (biglanduloſa) foliis ovato-oblongis, baſi triglanduloſis. Lin. Spec. 1431. 
Mancanilla lauri foliis oblongis. Plum. Gen. 50. Burm.Amer. p.164 t. 171. f. 2. 
Sapium arboreum, foliis ellipticis, glabris ; petiolis biglandulis ; floribus ſpicatis. Brow. Jam. 338. 
Sapium aucuparium. Jacq. Amer. t. 158. p. 249. 
Tithymalus arbor Americana, mali medicæ foliis amplioribus tenuiſſimè crenatis, ſucco maximè venenato. Pluk. Alm. 369. t. 229. f.8.

On trouvé cet arbre dans l'île & à la grande terre, en ſortant de la barrière de Madame Dubilly, & allant à Loyola. 
Cet arbre eſt auſſi connu ſous le nom de FIGUIER. »

— Fusée-Aublet, 1775.

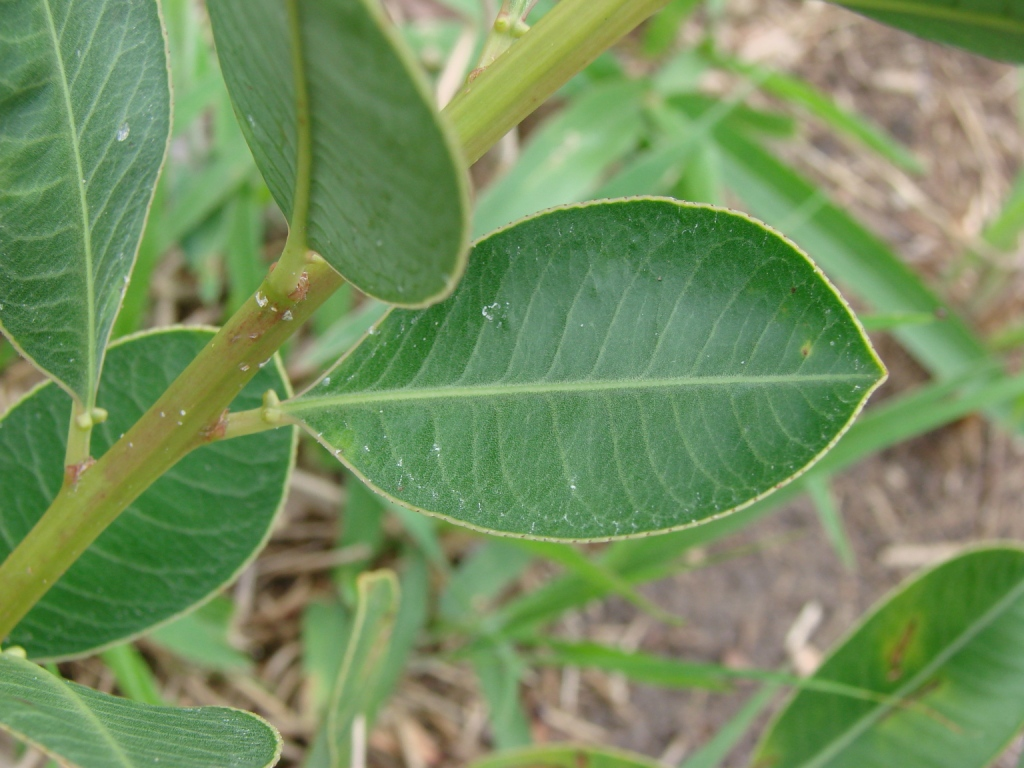
Rameau de Sapium glandulosum dans l'État de Bahia (Brésil).
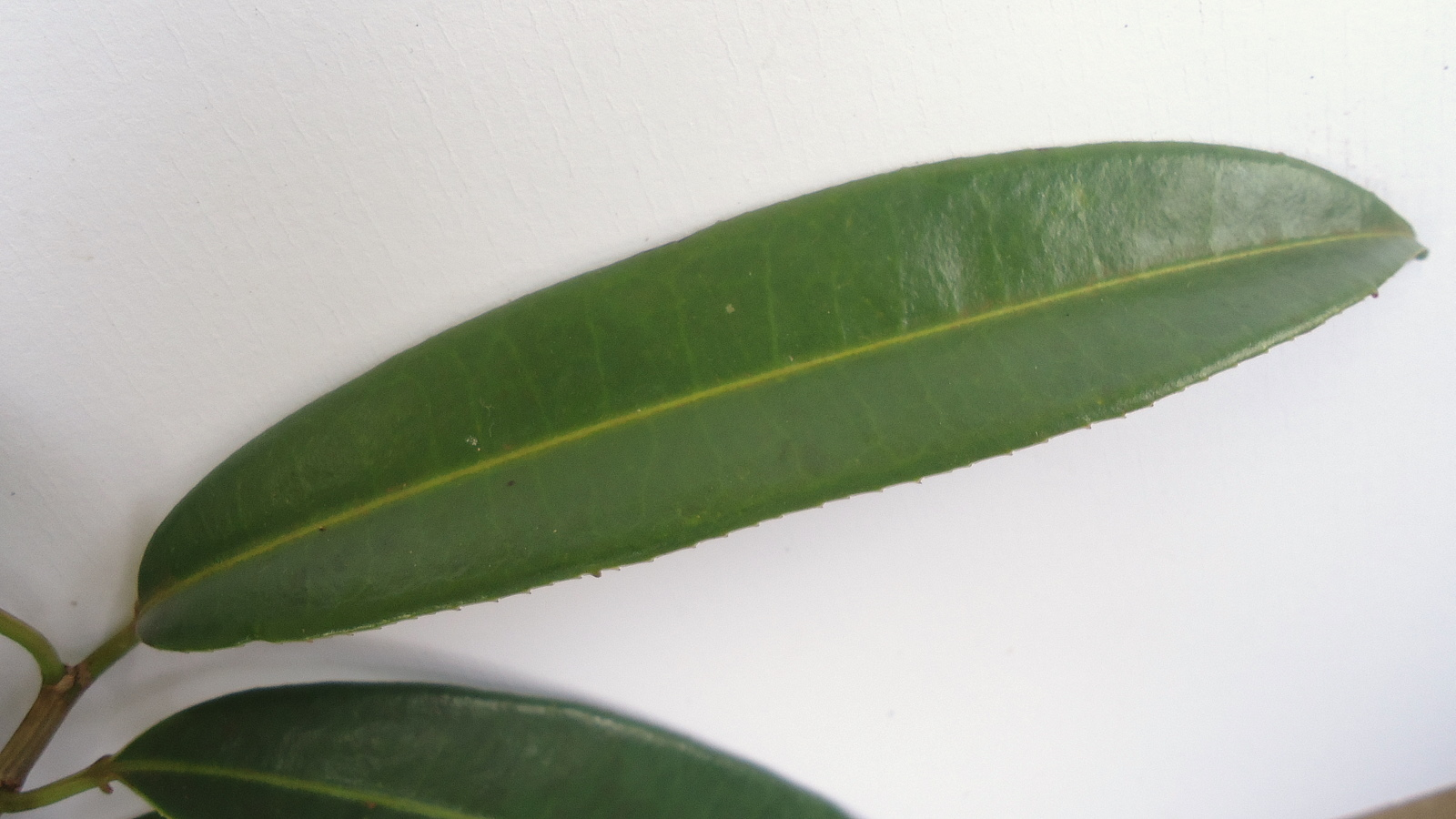
Feuille de Sapium glandulosum.
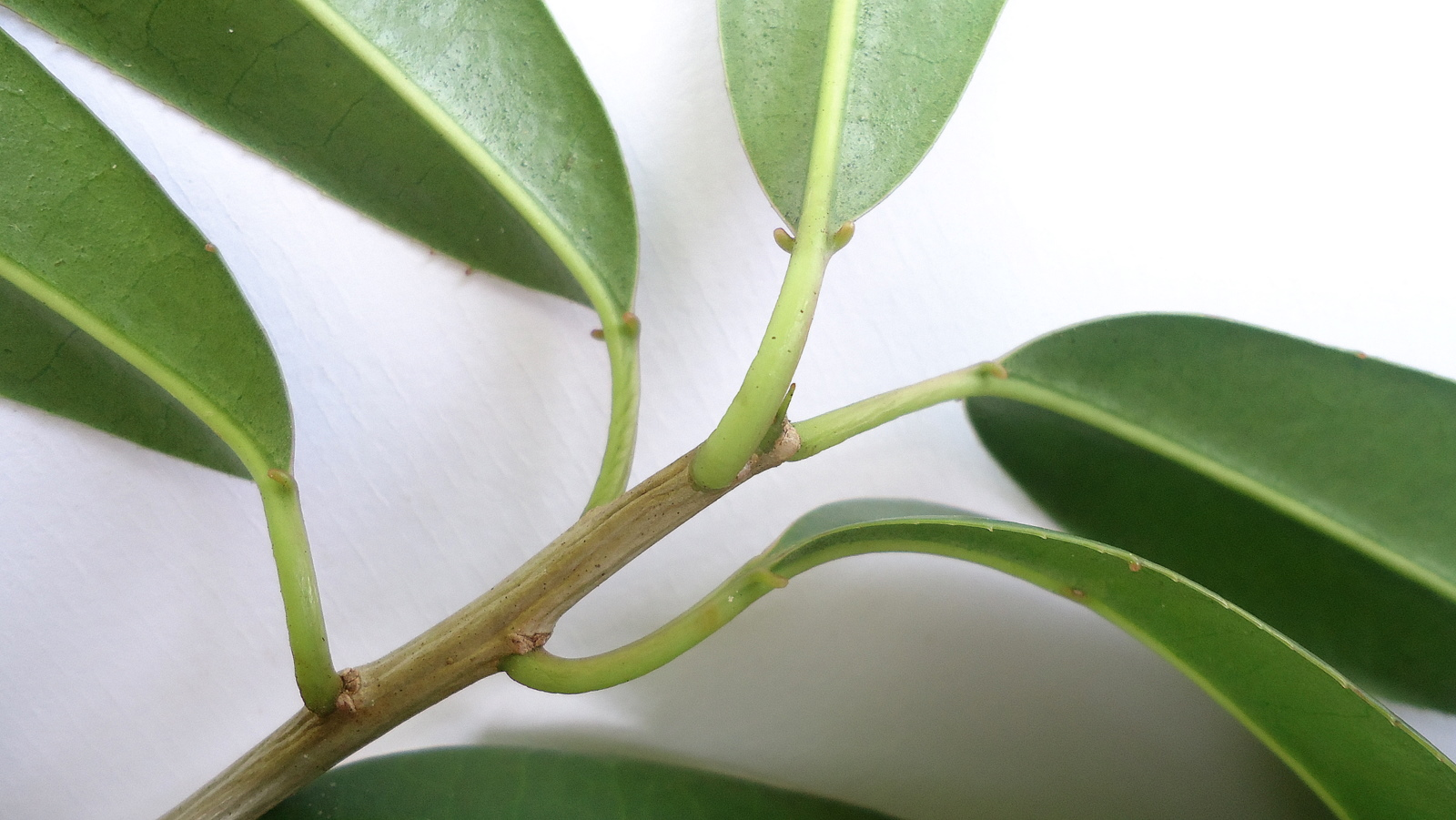
Rameau de Sapium glandulosum.
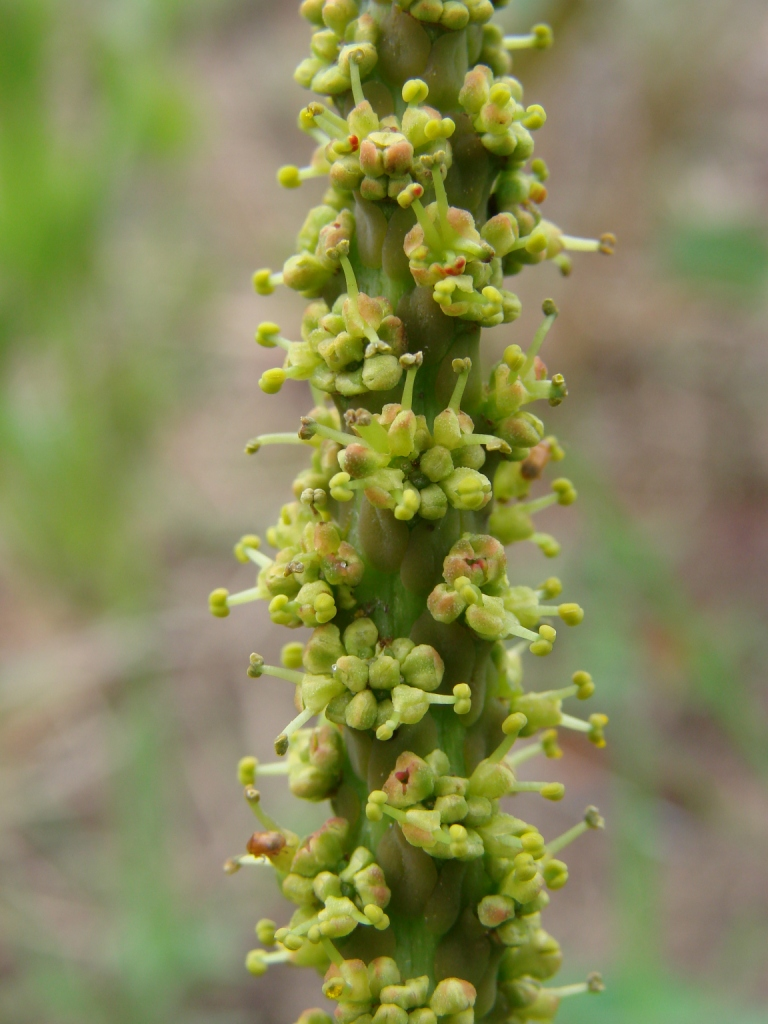
Épis de fleurs de Sapium glandulosum.